# Clodovis Boff
Clodovis Boff (Concórdia, Santa Catarina, Brasil, 1944) es un teólogo, filósofo, escritor y profesor brasileño. Converso de la Teología de la Liberación a la iglesia católica.
Es un teólogo católico de la orden de los Siervos de María, antes cercano a la Teología de la Liberación, ahora plenamente de acuerdo con los obispos latinoamericanos reunidos en Aparecida en 2007. Vive en Curitiba, en el estado de Paraná, y enseña en la Pontificia Universidad Católica de la ciudad. A diferencia de su hermano (Leonardo Boff), no ha sido nunca procesado por la Congregación para la Doctrina de la Fe, aunque en los años ochenta perdió la cátedra en la Pontificia Universidad Católica de Río de Janeiro y se le impidió enseñar en el “Marianum”, la facultad teológica de su Orden, en Roma.

## Biografía
Es nieto de inmigrantes italianos venidos del Véneto a Rio Grande do Sul a finales del siglo XIX. Hizo sus estudios primarios y secundarios en Concórdia, Río Negro y Agudos. Estudió Filosofía en Mogi das Cruzes y obtuvo el doctorado en Teología en la Universidad Católica de Lovaina.
Actualmente, Clodovis Boff y su hermano están enfrentados ideológicamente, en cuanto a su posición frente a las instituciones eclesiásticas. Clodovis sigue considerando de todos modos que la opción por los pobres "se trata de una opción verdaderamente evangélica, para tener una vida bañada hasta sumergirse en la fe en Cristo, tanto en su origen, pues nace del encuentro con el Hijo de Dios, 'que siendo rico se hizo pobre', como también en su ejercicio, pues vibra con los sentimientos del corazón del Buen Pastor".

## Obras
- "La ilusión de una nueva cristiandad", en "El camino de Puebla", Madrid, 1979, pp. 41-56;
- "Teología de lo político. Sus mediaciones", Salamanca, 1980;
- "Libertad y liberación", Salamanca, 1982;
- "Cómo hacer teología de la liberación", con Leonardo Boff; Madrid, 1986;
- "Opción por los pobres", con Jorge Pixley, Madrid, 1986;
- "El evangelio del poder-servicio. La autoridad  en la vida religiosa", Santander, 1987;
- "Epistemología y método de la teología de la liberación", en "Mysterium liberationis. Conceptos fundamentales de la teología de la liberación", Ignacio Ellacuría y Jon Sobrino (orgs.), Madrid, 1990, pp. 79-113;
- "Cartas teológicas sobre  el socialismo", 1989;
- "Teoria do método teológico", Petrópolis, 1998;
- "Teología", en "Nuevo Diccionario de Teología", Trotta, Madrid, 2005, (Juan Jose Tamayo org.).
- O livro do sentido, v. I "Crise e busca de sentido hoje (parte crítico-analítica)", São Paulo: Paulus, 2016.